# Eva Rudberg
Eva Rudberg född 18 juli 1944, är en svensk arkitekt, författare och forskare, under lång tid verksam vid vid Arkitekturmuseet/Arkitektur- och designcentrum i Stockholm.
Rudberg studerade vid Kungliga Tekniska Högskolan och blev teknologie doktor vid KTH 1981. Rudberg har skrivit verk om flera av Sveriges mest inflytelserika arkitekter som Uno Åhrén, Sven Markelius, Tage William-Olsson och Hakon Ahlberg.
Eva Rudberg valdes in 2004 som ledamot av Kungliga Ingenjörsvetenskapsakademien.
Hon tilldelades Olle Engkvist-medaljen 1989 "för hennes djupträngande studier i vår samtida byggnadskonst".